# Janina Krzemińska
Janina Krzemińska z domu Jabłońska (ur. 1 stycznia 1922 w Łodzi, zm. 6 grudnia 1996 w Warszawie) – polska graficzka, ilustratorka, malarka; tworzyła głównie dla dzieci.

## Życiorys
Po wojnie ukończyła studia w Akademii Sztuk Pięknych w Warszawie (1951), wcześniej uczyła się w Państwowej Wyższej Szkole Sztuk Plastycznych w Sopocie. Zajmowała się grafiką, malarstwem, filmem kukiełkowym.
W 1957 r. została kierowniczką artystyczną czasopisma dla dzieci „Miś”, z którym związana była zawodowo przez wiele lat i dla którego przygotowała ok. 1002 prac. Czasopismo publikowało ilustracje takich artystów jak: Hanna Czajkowska, Bohdan Butenko czy Zbigniew Rychlicki.
Ilustrowała głównie książki dla dzieci. Współpracowała z Naszą Księgarnią, Ruchem. Najbardziej rozpoznawalne dzieła Janiny Krzemińskiej powstały do Naszej mamy czarodziejki Joanny Papuzińskiej, O czym szumiały czereśnie Czesława Janczarskiego, Za żywopłotem Marii Kownackiej oraz Mateuszka na zaczarowanej wyspie Stefanii Szuchowej. Ilustrowała również książeczki z serii „Poczytaj mi, mamo” – m.in. „Mokry łakomczuch”, Sąsiedzi Marii Kowalewskiej i Wielka przygoda małej Zosi Barbary Lewandowskiej. Wielka przygoda małej Zosi była jej debiutem ilustracyjnym (1957). Prace artystki obrazowały także teksty takich autorek jak: Lucyna Krzemieniecka, Jadwiga Korczakowska, Anna Świrszczyńska, Helena Bechlerowa czy Maria Terlikowska.
W latach 1959–1983 współpracowała m.in. ze Studiem Małych Form Filmowych Se-Ma-Forem, dla którego tworzyła scenografię i oprawę plastyczną do filmów lalkowych (kukiełkowych), animowanych oraz do filmu fabularnego Bajki na dobranoc w reż. Sławomira Idziaka.
Pochowana na Cmentarzu Wojskowym na Powązkach w Warszawie (kwatera: H II, rząd: 7, grób: 27)

## Nagrody
W 1982 r. otrzymała Nagrodę Prezesa Rady Ministrów (z Barbarą Lewandowską).
W 1999 r. Publicznemu Przedszkolu nr 214 w Warszawie przy ul. Czumy 6 nadano jej imię. Do tego przedszkola uczęszczali dwaj synowie artystki.

### Wystawy indywidualne
1986  – Ilustracja dla dzieci; Budapeszt, Sofia, Berlin, Ośrodki Kultury Polskiej.

## Wybrana twórczość
- Nasza mama czarodziejka – Janina Krzemińska (ilustracje), Joanna Papuzińska (tekst)
- Mokry łakomczuch – Janina Krzemińska (ilustracje), Barbara Lewandowska (tekst), Nasza Księgarnia, 1976. OCLC 804990937.
- Za żywopłotem – Janina Krzemińska (ilustracje), Maria Kownacka (tekst)
- Mateuszek na zaczarowanej wyspie – Janina Krzemińska (ilustracje), Stefania Szuchowa (tekst)
- Wielka przygoda małej Zosi – Janina Krzemińska (ilustracje), Barbara Lewandowska (tekst)
- Sąsiedzi – Janina Krzemińska (ilustracje), Maria Kowalewska (tekst)
- Dżdżownica – ilustracje Janina Krzemińska, Dorota Gellner (tekst), Zrzeszenie Księgarstwa, Warszawa 1986[12]
- Cztery misie i ten piąty – Janina Krzemińska (pomysł książki i ilustracje), Helena Bechlerowa (tekst), Nasza Księgarnia, 1966[6]
- O czym szumiały czereśnie – Janina Krzemińska (ilustracje), Czesław Janczarski (tekst), Nasza Księgarnia, 1970.